# Europarlamentari pentru Luxemburg 2004-2009
Această listă este o listă a membrilor Parlamentul European for Luxemburg in the 2004 to 2009 sesiunea, aranjați după nume. Vezi Parlamentul European election, 2004 (Luxemburg) for election results.
- Robert Goebbels, Luxemburg Socialist Workers' Party (Partidul Socialiștilor Europeni)
- Erna Hennicot-Schoepges, Christian Social People's Party (Partidul Popular European)
- Astrid Lulling, Christian Social People's Party (Partidul Popular European)
- Lydie Polfer, Democratic Party (Alianța Liberalilor și Democraților pentru Europa)
- Jean Spautz, Christian Social People's Party (Partidul Popular European)
- Claude Turmes, The Greens (Grupul Verzilor - Alianța Liberă Europeană)